# Direcția de Informații Externe
Direcția de Informații Externe (DIE) al Departamentul Securității Statului (DSS) a fost serviciul secret extern al României în perioada comunistă.